# 耶日·梅尔采尔
耶日·梅尔采尔（波蘭語：Jerzy Melcer，1949年3月10日—），波兰男子手球运动员。他曾代表波兰参加1972年和1976年夏季奥林匹克运动会手球比赛，其中1976年奥运会获得一枚铜牌。